# Котури
Котури или Дауло (на гръцки: Κώτουρη) е река в Егейска Македония, Гърция, ляв приток на Стара река (Ксиропотамос), част от водосборния басейн на Костурското езеро (Лимни Касторияс).

## Описание
Реката извира от южните склонове на Вич, югозападно под връх Саргоница (1382 m) под името Даули. Тече на югозапад и приема големия си ляв приток Дуца (прекръстена в 1969 година на Криорема), след което започва да тече на запад. Приема големия си десен приток Бобищката река (Рема Вергас), излиза извън планината и се влива в Стара река като ляв приток.